# Kumkumadahosur, Holenarsipur
Kumkumadahosur là một làng thuộc tehsil Holenarsipur, huyện Hassan, bang Karnataka, Ấn Độ.